# برایان لوین
 برایان لوین (انگلیسی: Brian Levine؛ زاده ۲۰ اوت ۱۹۵۸) یک تنیس‌باز اهل آفریقای جنوبی است.